# Rillettes

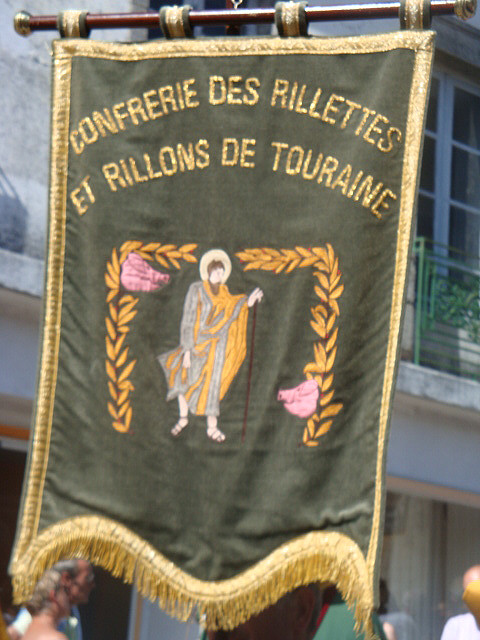
Confrérie des rillettes et des rillons di Turenna

La rillette, conosciuta più comunemente con il suo plurale les rillettes,  è un prodotto di salumeria di origine francese a base di carne di maiale e di pollame (oca, pollo) o pesce (salmone) tritata e cotta nel grasso.
Di consistenza spalmabile, si presenta in vasetto, in terrina, in barattolo di vetro ermeticamente chiuso oppure in panetto.

## Storia
Le rillettes sono nate nel XV secolo in Turenna, nell'attuale dipartimento di Indre e Loira (Rabelais parla di "marmellata di maiale marrone", Balzac esalta le rillettes de Tours nel suo Le Lys dans la vallée, nel 1836, Proust fa parimenti riferimento alla reputazione delle rillettes de Tours nel suo Alla ricerca del tempo perduto) ma è a Le Mans, nella Sarthe, che le rillettes prendono il volo per essere prodotte industrialmente dal XIX secolo.

### Rillettes de Tours
Dal novembre 2013, a livello europeo, la denominazione  Rillettes de Tours  è stata riconosciuta indicazione geografica protetta (IGP).
Le materie prime utilizzate per le rillettes de Tours sono ottenute con carni suine fresche che devono costituire come minimo il 75 % della totalità delle carni adoperate nel processo di fabbricazione. Per controbilanciare il grasso contenuto nelle rillettes, si possono aggiungere facoltativamente vini bianchi, provenienti unicamente dalle varietà di uve chenin, o dell'acquavite.
La cottura delle rillettes de Tours è lunga e si svolge tradizionalmente in tre fasi, in una marmitta senza coperchio: la rosolatura delle carni, poi la cottura lenta nel grasso dei pezzi di carne e infine una fase di cottura breve a fiamma alta.
Il commercio delle rillettes de Tours ha conservato il suo carattere prettamente artigianale. Ogni anno nella Turenna, si svolge un concorso delle migliori Rillettes de Tours, dove sono presenti i salumai/macellai della zona.

### Rillettes du Mans
La distinzione tra rillettes de Tours e rillettes du Mans sta nella preparazione: quelle di Mans sono generalmente più grasse che quelle di Tours, ove la carne è meno tritata. Fu all'inizio del XX secolo che Albert Lhuissier acquistò un piccolo negozio che trasformò in salumeria a Connerré. Grazie al suo senso degli affari egli procedette speditamente nel fare del comune il capoluogo delle rillettes de la Sarthe. Per le rillettes du Mans è stata fatta una domanda per l'ottenimento dell'IGP.

## Galleria d'immagini

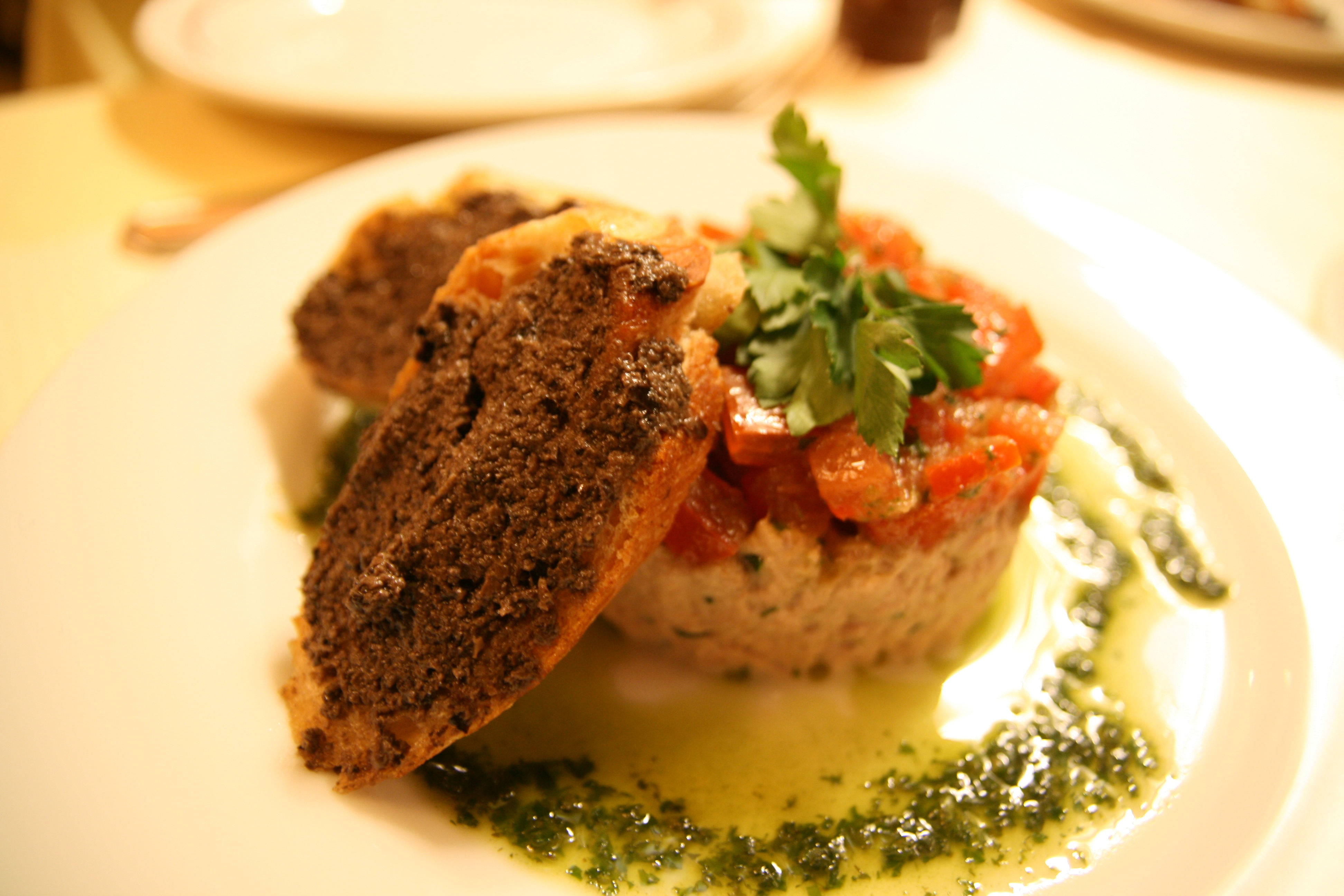
Rillettes di tonno
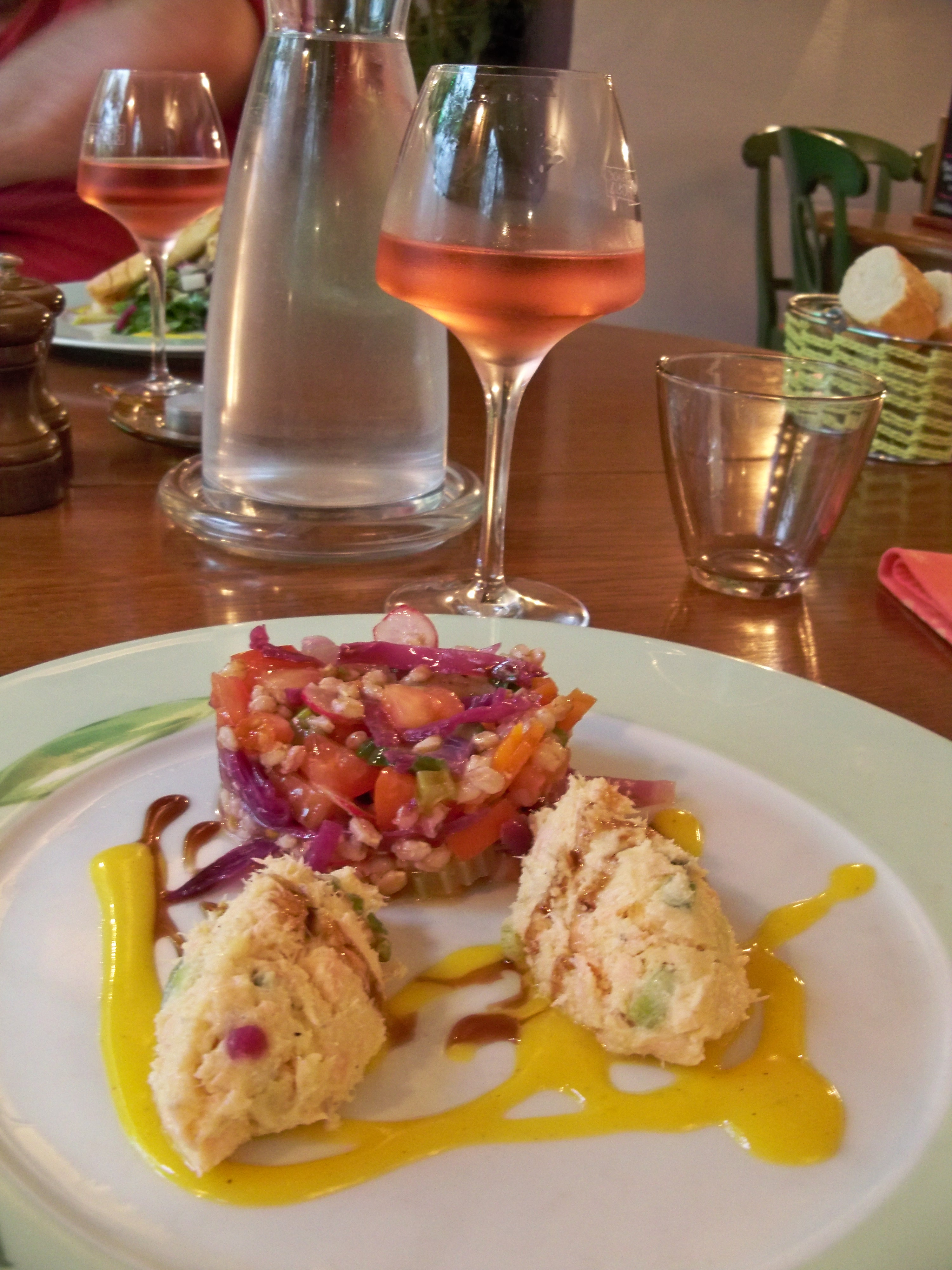
Rillettes di salmone
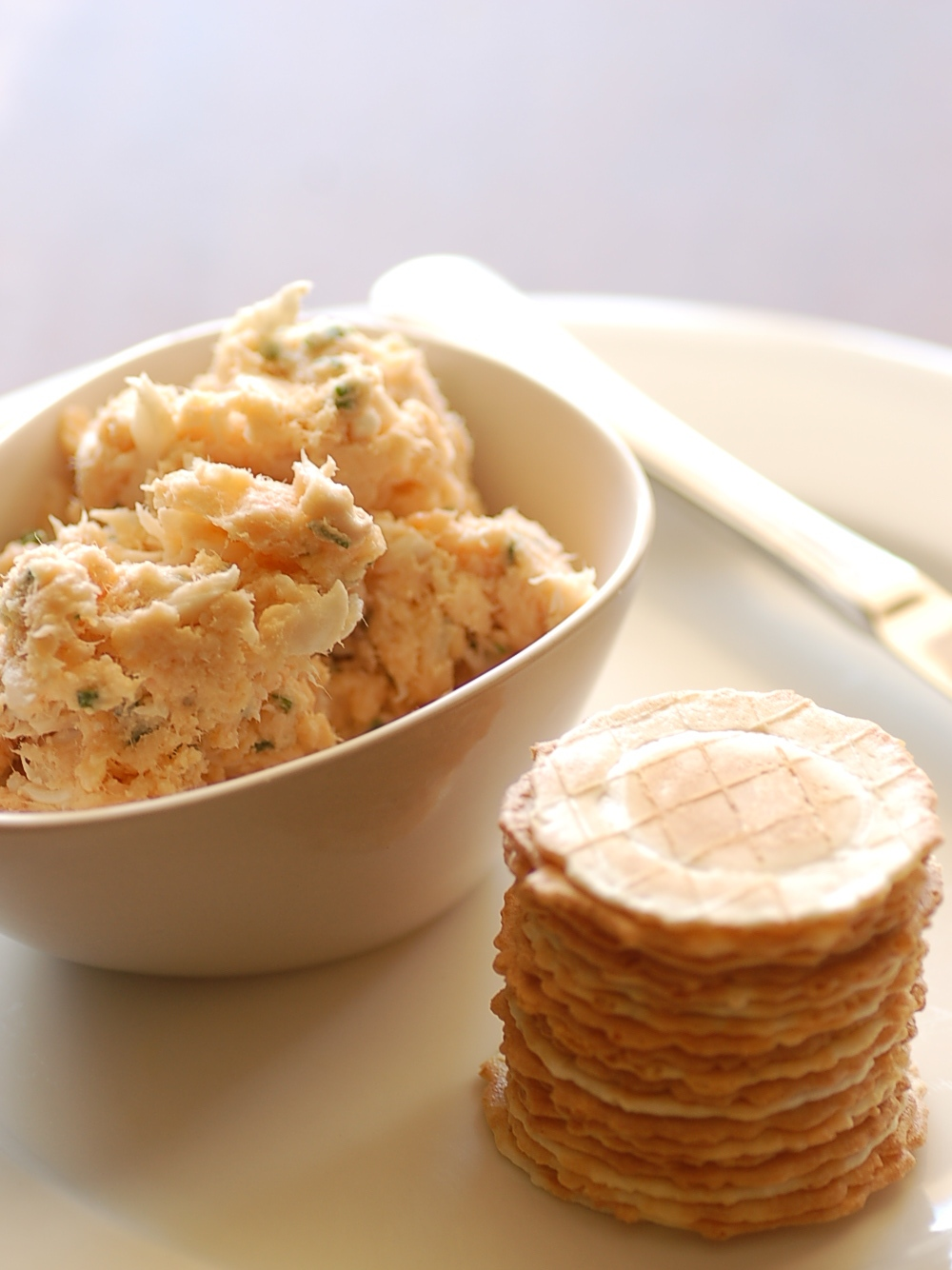
Rillettes di trota affumicata
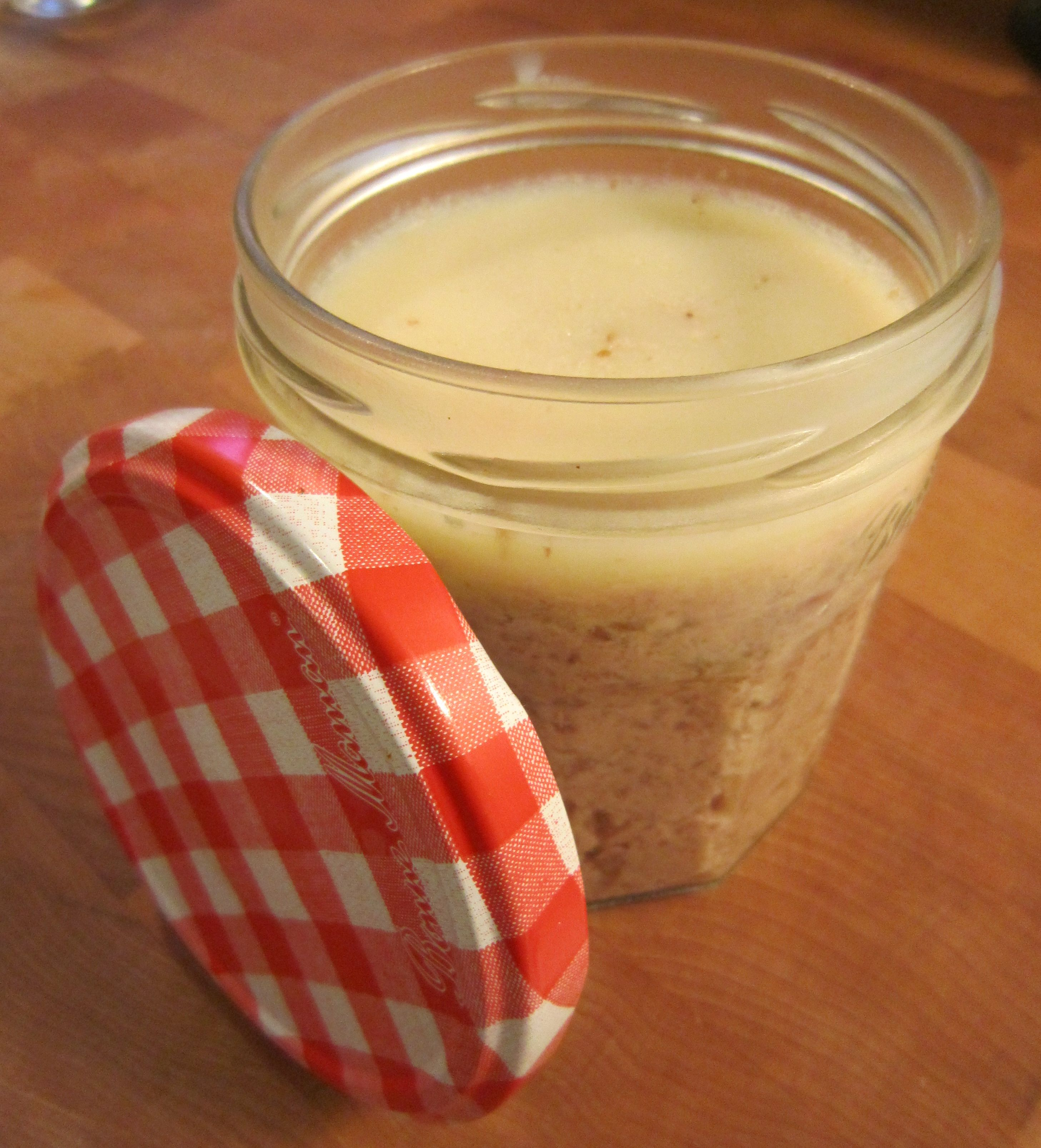
Rillettes di anatra
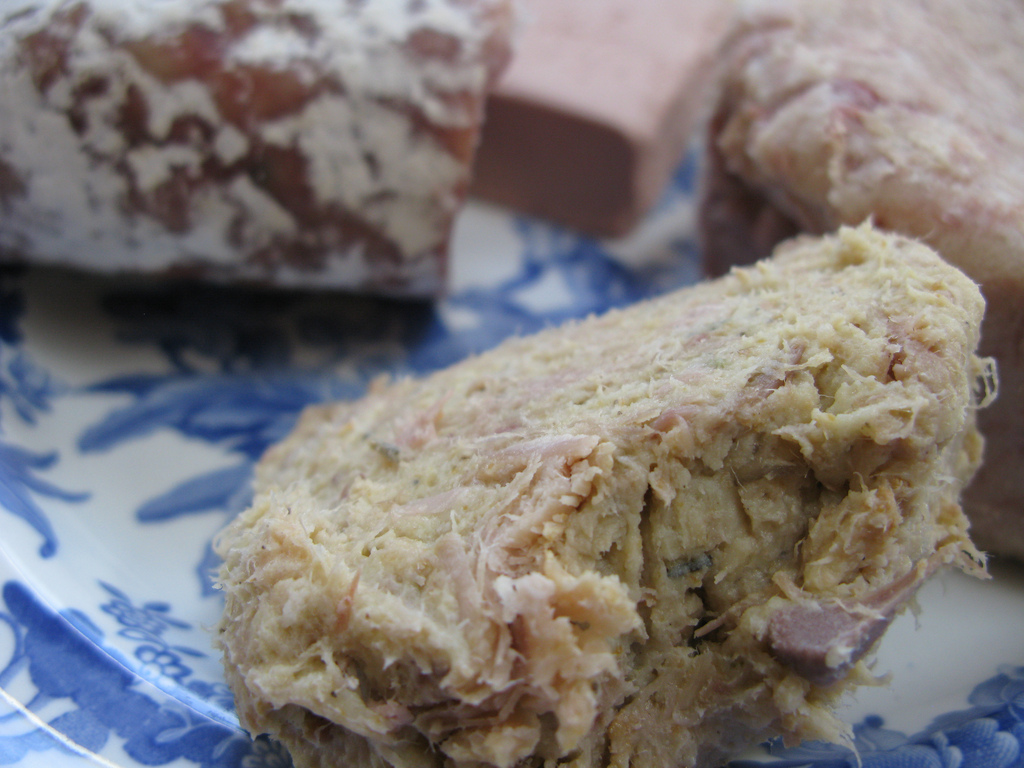
Rillettes di coniglio